# ケネディハウス
ケネディハウス（KENNEDY HOUSE）は、株式会社エィティスリーが運営する銀座のライブハウスレストラン。

## 概要
ザ・ワイルドワンズの加瀬邦彦が1983年に銀座メイツ跡地にオープンさせた。専属バンドのスーパー・ワンダーランドが1960～1970年代のロック、ポップス、グループサウンズを中心に生演奏を行う通常営業日とゲストアーティスト出演日がある。ゲスト公演では加瀬邦彦＆ザ・ワイルドワンズや加山雄三&ハイパーランチャーズが定期ライブを行う。

## 歴史
- 1983年1月11日 - 六本木にケネディハウスを開店。
- 1984年 - ケネディハウス専属バンドが中井貴一のバックバンドを務める。
- 1985年 - ライブハウス「銀座メイツ」跡地にケネディハウス銀座を開店。
- 1995年 - 加山雄三が初出演。
- 1997年 - 六本木店を閉店。
- 2013年2月 - ヒビノ (音響映像)がエィティスリーの全株を取得し連結子会社化する。
- 2015年 - 加瀬邦彦の死去に伴い、次男の加瀬友貴がエィティスリーの代表取締役社長に就任する。
- 2020年
  - 3月2日 - 新型コロナウイルス感染症の影響でこの日から6月30日まで営業休止。
  - 5月13日 - MotionGalleryによるクラウドファンディングを6月30日まで募集、613人より18,647,000円を集めた[2]。
  - 7月1日 - 営業再開
- 2021年
  - 2月28日 - 加瀬友貴がエィティスリーの代表取締役社長を退任。後任にヒビノの子会社「ヒビノエンタテインメント」の大高正巳が就任[3]。
  - 4月14日 - まん延防止等重点措置にともなう営業自粛[4]、4月23日より緊急事態宣言発令のため休業[5]。休業期間中は有料・無料のオンライン配信を行う。